# Піфія (Матриця)
Піфія (The Oracle), у перекладі Студії 1+1 — Провидиця — вигаданий персонаж зі всесвіту «Матриці». Роль Піфії в перших двох частинах виконала Глорія Фостер. Друга частина «Матриці» стала останнім фільмом в її житті. В третій частині роль Піфії виконала Мері Еліс.

## Відомості
Піфія — то є програма, спеціально створена для вивчення людської психіки. В оригіналі персонажа звали Оракул, однак в українському перекладі ім'я було змінене на Піфію (давньогрецька жриця-віщунка).
У першому фільмі Піфія — це загадкова, але потужна фігура, зображена як життєрадісна жіночка старшого віку, яка палить сигарети й пече печиво. Вона володіє силою передбачення, яку використовує для того, щоб консультувати та керувати людьми, які намагаються боротися з Матрицею. Згодом її показують як розумну програму, яка є невіддільною частиною самої природи Матриці.
У першому фільмі агент Сміт виявив — перша Матриця була невдалою, оскільки вона була надто ідеальною, щоб люди могли її прийняти Архітектор підтверджує це — і власну відповідальність за створення — у другому фільмі, додаючи, що він також створив і другу (теж невдалу) Матрицю на основі людської історії та природи (як він сприймав її без Піфії).
На думку критиків, взаємовідношення Піфії й Архітектора відповідають взаємовідносинам між концепціями «рефлективної» та «первинної» наукофікації, котрі назначив Ульріх Бек у своїй праці «Суспільство ризику» (1986). Піфія з критично-раціональної позиції оцінює техно-наукову цивілізацію, котра міститься в Матриці. Фактично вона намагається визначити ті ризики, котрі стоять перед цією цивілізацією та ступінь небезпечності цих ризиків. Такий підхід аналогічний діям вчених, які аналізують сучасну «матрицеподібну» масову культуру..
Архітектор у фільмі пояснює — він намагався створити ідеальну конструкцію суспільства, але при цьому зазнав цілковитої поразки. Світ був побудований заново з урахуванням історії людства і його «гротескної» (за словами Архітектора) культури, але й ця спроба закінчилась провалом. Зрештою Архітектор прийшов до висновку, що рішення швидше зможе знайти інтелект дещо іншого ґатунку — може бути, що й не такий потужний (як його власний), однак не намагатиметься знайти са́ме «ідеальне» рішення. Зрештою до такого розв'язання проблем цивілізації найліпше підійшла Піфія — програма, котра була створена для вивчення деяких аспектів людської психології. «Мене є можливим назвати Батьком матриці, а її, без перебільшення — Матір'ю» — говорить Архітектор.
В той час як ціллю Архітектора є реконструкція природи й суспільства в Матриці, Піфія намагається реконфігурувати вже створену «Матрицю» так, щоби в ній були допустимі різноманітні варіанти людської індивідуальності. При цьому вона осягає, що її дії-передбачення мають значний вплив на розвиток людського суспільства всередині Матриці.
В другому фільмі програма Піфія говорить Нео що її цікавить тільки одне — майбутнє. І дожити можуть люди й машини лише об'єднавшись.
Після зустрічі Нео й Архітектора Піфія говорить, що встала на сторону людства у зв'язку з тим що, якщо Архітектор спробує «збалансувати рівняння» чи просто поставити чітку циклічність відродження і знищення Зіона для контролю людської популяції з тих, хто не згоден з Системою, то ціль Піфії — дисбаланс, оскільки в часі своїх спостережень вона зрозуміла, що люди — не машини, їх неможливо запрограмувати на якусь одну визначену ціль, від цього виникає свобода вибору, яку Архітектору не осягти.